# Joop Korzelius
Joop Korzelius (Amsterdam, 21 november 1925 – aldaar, 5 juli 2022) was een Nederlandse jazz-drummer. Hij had een eigen band, de Flamingo's, en speelde onder meer bij Max Greger, Jerry van Rooyen en de Skymasters.

## Levensloop
Korzelius leerde drummen tijdens de bezetting van een ondergedoken Joodse man, George Scheidel. Na de oorlog werkte hij in Duitsland om Geallieerde soldaten te vermaken en speelde hij onder meer bij de Duitse bandleider Max Greger. Hij richtte in 1950 het succesvolle kwintet de Flamingo's op, dat onder meer optrad voor de radio. In de band speelden onder meer Cees Smal en Piet Noordijk. De band werd na enkele jaren opgeheven, waarna Korzelius kort bij het sextet van Jerry van Rooyen drumde. In de tweede helft van de jaren vijftig werkte hij bij de huisband van AVRO, de Skymasters, hoewel hij door drankproblemen af en toe moest worden vervangen. Ook speelde hij af en toe bij de Millers, waarmee hij ook opnames maakte. In 1963 werkte hij kort in het combo dat cabaretier Wim Sonneveld begeleidde. In 1965 speelde hij bij het Amsterdams Promenade Orkest, een band voor mensen die bijvoorbeeld wegens een handicap elders niet aan de bak kwamen.
Korzelius heeft met zijn spel later bekend geworden drummers als John Engels en Han Bennink geïnspireerd. In 2011 maakte Carin Goeijers een documentaire over Korzelius, 'Toen was ik al beroemd', die in april dat jaar door de NCRV werd uitgezonden.
Korzelius overleed in juli 2022 op 96-jarige leeftijd.

## Filmografie
- Toen was ik al beroemd, 2011